# Саура (футбольний клуб)
Жунессе Спортіве де ла Саура або просто «Саура» (араб. الشبيبة الرياضية للساورة) — професіональний алжирський футбольний клуб з міста Меріджа в провінції Бешар, який виступає в Алжирській Професіональній Лізі 1. Клуб нещодавно розпочав свої виступи в Алжирській Професіональній Лізі 1.

## Історія
ЖС «Саура» молодий, але доволі успішний клуб. Він був заснований в 2008 році в місті Меріджа. Вже в перший рік свого існування команда завоювала золоті медалі чемпіонату провінції Бешар та здобули путівку до Міжрегіонального дивізіону. В цьому чемпіонаті за підсумками сезону 2009/10 років клуб тріумфував у Західній групі та здобув можливість в наступному сезоні виступати вже в Аматорській Національній Лізі (Група «Центр-Захід»), в якому також переміг та здобув право дебютувати в наступному сезоні в професійному чемпіонаті. 17 квітня 2012 року ЖС «Саура» переміг СА Мохаммадіа з рахунком 3:0 та вже після 28-го туру гарантував собі срібні нагороди сезону 2011/12 років Ліги 2 та право в наступному сезоні дебютувати в елітному дивізіоні національного чемпіонату. Сезони 2012/13 та 2013/14 років клуб завершив на 9-му місці, після чого в грі команди розпочався невеликий спад, який неминуче відобразився і на результатах клубу, як наслідок - 11-те місце в чемпіонаті. Але вже наступного сезону команда показала найкращий результат у своїй історії — стала віце-чемпіоном Ліги 1.
Дещо гірше йшли справи клубу в національному кубку. Як правило, команда припиняла боротьбу вже у Першому раунді турніру (за винятком сезону 2011/12 років, коли команда змогла подолати регіональні етапи кубку та пробитися до 1/32 фіналу). Найкращим досягненням Саури в цьому турнірі став вихід до 1/16 фіналу турніру у сезоні 2015/16 років, де команда поступилася у серії післяматчевих пенальті клубу НА Хуссейн Дей.

## Досягнення
- Алжирська Професіональна Ліга 1
  -  Срібний призер (1): 2015/16

- Алжирська Професіональна Ліга 2
  -  Срібний призер (1): 2011/12

- Аматорська Національна Ліга (Група «Центр-Захід»)
  -  Чемпіон (1): 2010/11

- Міжрегіональна ліга (Група «Захід»)
  -  Чемпіон (1): 2009/10

- Регіональна Ліга 1
  -  Чемпіон (1): 2008/09

## Статистика виступів у національних турнірах
| Сезон   | Дивізіон                        | Міс. | Іг | В  | Н  | П  | ЗМ | ПМ | О  | Кубок        | Примітки                                   |
| ------- | ------------------------------- | ---- | -- | -- | -- | -- | -- | -- | -- | ------------ | ------------------------------------------ |
| 2008–09 | Регіональна Ліга 1              | 1    | -  | -  | -  | -  | -  | -  | -  | -            |                                            |
| 2009–10 | Міжрегіональна ліга             | 1    | 28 | 17 | 7  | 4  | 39 | 20 | 58 | -            | Вихід до Аматорської Національної Ліги     |
| 2010–11 | Аматорська Національна Ліга     | 1    | 24 | 15 | 6  | 3  | 46 | 23 | 51 | Перший раунд | Вихід до Алжирської Професіональної Ліги 2 |
| 2011–12 | Алжирська Професіональна Ліга 2 | 2    | 30 | 17 | 5  | 8  | 48 | 26 | 56 | 1/32 фіналу  | Вихід до Ліга 1                            |
| 2012–13 | Ліга 1                          | 9    | 30 | 10 | 8  | 12 | 28 | 26 | 38 | Перший раунд |                                            |
| 2013–14 | Ліга 1                          | 9    | 30 | 13 | 6  | 11 | 38 | 36 | 45 | Перший раунд |                                            |
| 2014–15 | Ліга 1                          | 11   | 30 | 10 | 9  | 11 | 33 | 35 | 39 | Перший раунд |                                            |
| 2015-16 | Ліга 1                          | 2    | 30 | 12 | 12 | 6  | 39 | 25 | 48 | 1/16 фіналу  |                                            |
| 2016-17 | Ліга 1                          |      |    |    |    |    |    |    |    |              |                                            |

## Відомі тренери
- Мохамед Бельхафіан (1 серпня 2008–30 липня 2011)
- Абделлах Мешері (1 липня 2011–28 серпня 2011)
- Мохамед Бельхафіан (1 вересня 2011–30 червня 2012)
- Шериф Хаджар (1 липня 2012–30 червня 2013)
- Абделькадер Амрані (1 липня 2013–27 серпня 2013)
- Алі Мешиш (29 серпня 2013–8 грудня 2013)
- Ален Мішель (20 грудня 2013–3 вересня 2014)
- Ель Хаді Хеззар (4 вересня 2014–15 листопада 2014)
- Деніс Гоавек (17 листопада 2013–3 лютого 2015)
- Мохамед Бельхафіан (4 лютого 2015–25 лютого 2015)
- Мохамед Хенкуш (26 лютого 2015–30 червня 2015)
- Бернар Сімонді (1 липня 2015–)